# ساوت‌ساید پلاس (تگزاس)
ساوت‌ساید پلاس، تگزاس (به انگلیسی: Southside Place, Texas) یک شهر در ایالات متحده آمریکا با جمعیت ۱٬۷۱۵ نفر است که در تگزاس واقع شده‌است.